# 小林敦
小林 敦（こばやし あつし、1974年3月10日 - ）は、日本の元男子バレーボール選手、指導者。

## 来歴
埼玉県深谷市出身。深谷市立大寄小学校でサッカーを始め、深谷市立深谷中学校でバレーボールを始める。
深谷高校から筑波大学へ進学し、大学卒業後の1996年にVリーグの東レアローズに入団。1998年の第4回Vリーグでスパイク賞を受賞した。東レでは2000年から5年間キャプテンを務め、2005年の東レ悲願のリーグ初優勝に貢献した。
2002年、全日本に選出され、2002年世界選手権、2003年ワールドカップに出場。2004年アテネオリンピック世界最終予選では全日本キャプテンを務めた。
2006年の第55回黒鷲旗大会の優勝を最後に現役引退。東レアローズのコーチに就任した。
2012年4月、秋山央の勇退に伴い暫定監督に就任し、6月に正式に監督に就任した。最初の2シーズンは3位と4位でまずまずの成績を残すが、2014/15シーズンは12月にチーム所属選手が窃盗容疑で逮捕されたことを受け、シーズン終了まで活動停止することとなった。
2015/16シーズンに復帰しチームは3位。そして、2016/17シーズンには、チームを8シーズンぶりの優勝に導いた。
2017/18シーズンは4位に留まる。2018/19シーズンに再度優勝を目指そうと意気込んだが3位で終わり、自身の力不足が原因だと話し退任し、ゼネラルマネージャーに就任した。

## 球歴
- 全日本代表 - 2002-2004年
  - 世界選手権 - 2002年
  - ワールドカップ - 2003年

## 受賞歴
- 1998年 - 第4回Vリーグ スパイク賞

## 所属チーム
- 深谷高校
- 筑波大学
- 東レアローズ（1996-2006年）